# Приложна психология
Приложната психология е общ термин, използван за означаването на всички дисциплините в рамките на психологията, които се стремят да приложат принципите, откритията и теориите на психологията на практика в междинните области като клинична психология, консултативна психология, индустриална и организационна психология, съдебна психология, инженерна психология, както и области като училищна психология, спортна психология и т.н., както и специализирани полета в общата психология, които имат приложни клонове (например приложна социална психология и приложна когнитивна психология) и/или да се наблюдават базови принципи в тези междинни области, които могат да бъдат преити като такива в общата психология.
Терминът практическа психология не е синоним на термина приложна психология.
|  | Тази страница частично или изцяло представлява превод на страницата „Прикладная психология“ и страницата Applied psychology в Уикипедия на руски и английски език. Оригиналните текстове, както и този превод, са защитени от Лиценза „Криейтив Комънс – Признание – Споделяне на споделеното“, а за творби, създадени преди юни 2009 година – от Лиценза за свободна документация на ГНУ. Прегледайте историята на редакциите на оригиналните страници тук и тук, за да видите списъка на техните съавтори. ВАЖНО: Този шаблон се отнася единствено до авторските права върху съдържанието на статията. Добавянето му не отменя изискването да се посочват конкретни източници на твърденията, които да бъдат благонадеждни. |